# آرگل (رودخانه)
آرگل (به انگلیسی: Argel) (در مسیر بالادستی به آن Rădvanu نیز می‌گویند)، ریزابه راستی از رود مولدوویتا در رومانی است. این رود به مولدوویتا در روستای آرگل می‌ریزد. طول آن ۱۳ کیلومتر بوده که مساحت حوضه آبریز آن ۴۶ کیلومتر مربع است.